# Porta Westfalica
Porta Westfalica česky Brána do Vestfálska je soutěska a průlomové údolí mezi Wiehenskými vrchy na západě a Vezerskou pahorkatinou na východě, kterým řeka Vezera protéká z jihu na sever. Přes svůj latinský název „Porta Westfalica“ termín nepochází z římských dob, ale byl vytvořen učenci v 19. století. Porta Westfalica územně patří k zemskému okresu Minden-Lübbecke a pro přicházející ze severu je bránou do regionu Vestfálsko.
Od roku 1973 název Porta Westfalica nese také město, které vzniklo sloučením patnácti vesnic obklopujících soutěsku. Od roku 2006 soutěska je národním geotopem. Vysoko nad soutěskou na západní straně je velká šestiboká kamenná stavba, která je vidět na velkou vzdálenost, jedná se o pomník císaře Viléma, postavený v roce 1896 na počest německého císaře Viléma I. Pruského.
Badatelé 19. století podle záznamu starověkých historiků se domnívají, že severně od soutěsky Porta Westfalica se odehrála bitva na pláni Idistaviso a bitva u Angrivarianské zdi, které byly v roce 16 posledními většími bitvami Římanů na východě od řeky Rýn.